# 정읍 구절초축제
정읍 구절초축제는 전북특별자치도 정읍시에서 개최하는 지역 축전이다.

## 연혁

### 2005년
제1회 옥정호 구절초축제
- 기간: 2005. 10. 8 ~ 10. 9(2일간)
- 장소: 구절초 경관농업지구(산내면 능교리 허궁실 입구)
- 주최: 정읍시
- 주관: 옥정호상수원대책위원회
- 컨셉: 天外山 山內村(Mt. beyond sky, heaven in Mt.)
- 방문객 수: 2만명

### 2007년
제2회 옥정호 구절초축제
- 기간: 2007. 10. 6 ~ 10. 7(2일간)
- 장소: 옥정호 구절초 테마공원(산내면 매죽리 망경대)
- 주최: 정읍시
- 주관: 산내면종합개발협의회
- 방문객 수: 4만명

### 2008년
제3회 옥정호 구절초축제
- 기간: 2008. 10. 10 ~ 10. 12(3일간)
- 장소: 옥정호 구절초 테마공원
- 주최: 정읍시
- 주관: 산내면종합개발협의회
- 컨셉: 『구절초 풍경+예술향연+농촌체험』
- 방문객 수: 21만명

### 2009년
제4회 옥정호 구절초축제
- 기간: 2009. 10. 6 ~ 10. 11(6일간)
- 장소: 옥정호 구절초 테마공원
- 주최: 정읍시
- 주관: 산내면종합개발협의회
- 컨셉: 솔숲 구절초, 이 가을 최고의 서정(抒情)!
- 방문객 수: 30만명

### 2010년
제5회 정읍 구절초축제
- 기간: 2010. 10. 9 ~ 10. 17(9일간)
- 장소: 옥정호 구절초 테마공원
- 주최: 정읍시
- 주관: 산내면종합개발협의회
- 컨셉: 하늘과 소나무, 구절초의 어우러짐, 이 가을 최고의 서정
- 방문객 수: 32만명

### 2011년
제6회 정읍 구절초축제
- 기간: 2011. 10. 8 ~ 10. 16(9일간)
- 장소: 옥정호 구절초 테마공원
- 주최: 정읍시
- 주관: 산내면종합개발협의회
- 컨셉: 솔숲 구절초와 함께하는 슬로투어(slow tour)
- 방문객 수: 35만명

### 2012년
제7회 정읍 구절초축제
- 기간: 2012. 10. 6 ~ 10. 14(9일간)
- 장소: 옥정호 구절초 테마공원
- 주최: 정읍시
- 주관: 산내면종합개발협의회
- 컨셉: 솔숲 구절초와 함께하는 슬로투어(slow tour)
- 방문객 수: 40만명

### 2013년
제8회 정읍 구절초축제
- 기간: 2013. 10. 5 ~ 10. 13(9일간)
- 장소: 옥정호 구절초 테마공원
- 주최: 정읍시
- 주관: 산내면종합개발협의회
- 컨셉: 솔숲 구절초와 함께하는 슬로투어(slow tour)
- 방문객 수: 50만명

### 2014년
제9회 정읍 구절초축제
- 기간: 2014. 10. 3(금) ~ 10. 12(일)
- 장소: 옥정호 구절초 테마공원
- 주최: 정읍시
- 주관: 정읍시 구절초축제 추진위원회
- 컨셉: 솔숲 구절초와 함께하는 슬로투어(slow tour)
- 방문객 수:

## 특이 사항
- 2006년에는 개최하지 않았다.